# Ривадавия Гомес, Эктор
Э́ктор Ривада́вия Го́мес (исп. Héctor Rivadavia Gómez; 17 июля 1870 — 25 июля 1936) — уругвайский футбольный функционер и журналист, первый (с 1916 по 1926 год) и почётный президент КОНМЕБОЛ (1926—1936).

## Биография
Эктор Ривадавия Гомес был уругвайским журналистом и спортивным функционером, сыграл значительную роль в создании и становлении Конфедерации южноамериканского футбола (КОНМЕБОЛ), став одним из основателей организации.
В 1907—1912, а также в 1926 году был президентом Ассоциации футбола Уругвая. В 1915—1919, а также в 1923 году был президентом клуба «Уондерерс». В 1916 году стал первым президентом вновь учреждённой 9 июля КОНМЕБОЛ, почётным президентом которой был избран четыре года спустя. Оставался почётным президентом до самой смерти в 1936 году, а в 1926 году его в должности президента конфедерации сменил аргентинец Луис Салеси.
По его инициативе в 1916 году прошёл первый в истории чемпионат Южной Америки в Аргентине, приуроченный к 100-летию независимости этой страны.
В бытность президентом КОНМЕБОЛ южноамериканская футбольная сборная впервые приняла участие в крупном международном турнире за пределами континента — в 1924 году Уругвай выиграл парижскую Олимпиаду. В 1928 году южноамериканцы подтвердили свой высочайший уровень, разыграв «золотой финал» на Олимпиаде в Амстердаме — Уругвай был сильнее Аргентины.
Не в последнюю очередь благодаря усилиям Ривадавии Гомеса Уругвай получил право проведения у себя первого чемпионата мира 1930 года, в котором повторился итог двухлетней давности и сборная Уругвая стала первым чемпионом планеты.